# Hampen Sø
Hampen Sø er en lille sø i Midtjylland, beliggende ca 3 km øst for landsbyen Hampen i Ikast-Brande Kommune, 6 km nord for Nørre Snede og ca. 20 km SV for Silkeborg. Søen ligger 79 moh. og er den næsthøjest beliggende sø i Jylland. Den er på omkring 76 hektar og omkring 2 km lang. Den består af to dele, et op til 14 m dybt dødishul, Storesø mod øst, og en lavvandet vig, Lillesø i den vestlige ende, hvor der kan bades; der er også en badestrand i den nordlige ende af søen. Den næringsfattige sø, der er blandt landets reneste, er en af landets største lobeliesøer, med en sigtedybde om sommeren på mellem 3,5 og 4,5 m, og den er helt omkranset af skov. På lavt vand dominerer lobeliesøens karakteristiske grundskudsplanter, tvepibet lobelie, strandbo og sortgrøn brasenføde. Hampen Sø har hverken tilløb eller afløb.
Hampen Sø ligger i Natura 2000-område nr. 53 Sepstrup Sande, Vrads Sande, Velling Skov og Palsgård Skov.